# Hölty-Preis
Mit dem Hölty-Preis für Lyrik der Landeshauptstadt und der Sparkasse Hannover knüpft die Stadt Hannover ausdrücklich an den bis 2007 von ihr vergebenen Gerrit-Engelke-Preis an.
Mit dem neuen Namensgeber Hölty wollen die Stifter dessen hohen künstlerischen Rang zum Maßstab machen und gleichzeitig den Bezug zur Region beibehalten. Außerdem solle es damit einen weiteren „bedeutenden Preis geben, der auf die literarische Gattung der Lyrik spezifiziert ist“ (zitiert nach Ratsbeschluss). Entsprechend wurde die Dotierung wesentlich auf 20.000 Euro erhöht, die wie beim Engelke-Preis von der Sparkasse Hannover getragen wird. Die Auszeichnung wird alle zwei Jahre verliehen.
2008 bestand die unabhängige Jury aus Cornelia Jentzsch, Kathrin Dittmer, Michael Braun, Michael Krüger und Martin Rector.

## Preisträger
- 2008: Thomas Rosenlöcher, für sein lyrisches Gesamtwerk
- 2010: Paulus Böhmer, für sein Lebenswerk
- 2012: Christian Lehnert, für sein lyrisches Gesamtwerk
- 2014: Silke Scheuermann, für ihr lyrisches Gesamtwerk[1]
- 2016: Christoph Meckel, für sein lyrisches Lebenswerk
- 2018: Norbert Hummelt[2]
- 2020: Marion Poschmann, für ihr umfangreiches lyrisches Œuvre[3]
- 2022: Ulrich Koch[4]
- 2024: Alexandru Bulucz[5][6]

## Weblink
- Hölty-Preis auf Kulturpreise.de